# Monte delle Formiche
Il monte delle Formiche è un rilievo facente parte del medio Appennino bolognese che occupa il territorio dei comuni di Pianoro e di Monterenzio.
Rientra nel sito di interesse comunitario e zona di protezione speciale "Contrafforte Pliocenico" (codice SIC-ZPS IT4050012).

## Descrizione
Il monte comprende le vette di:
- Monte delle Formiche (638 m)
- Monte Lupo (458 m)

Si erge fra le valli del torrente Idice (a est) e del suo principale affluente del tratto montano, il torrente Zena (a ovest).

## Punti di interesse

### Castello di Zena
Alla base del Monte delle Formiche, nei pressi del torrente omonimo, si trova il Castello di Zena. L'edificio è di origini medioevali, ma la sua architettura ha elementi compositi del XIV e XVII secolo.

### Santuario

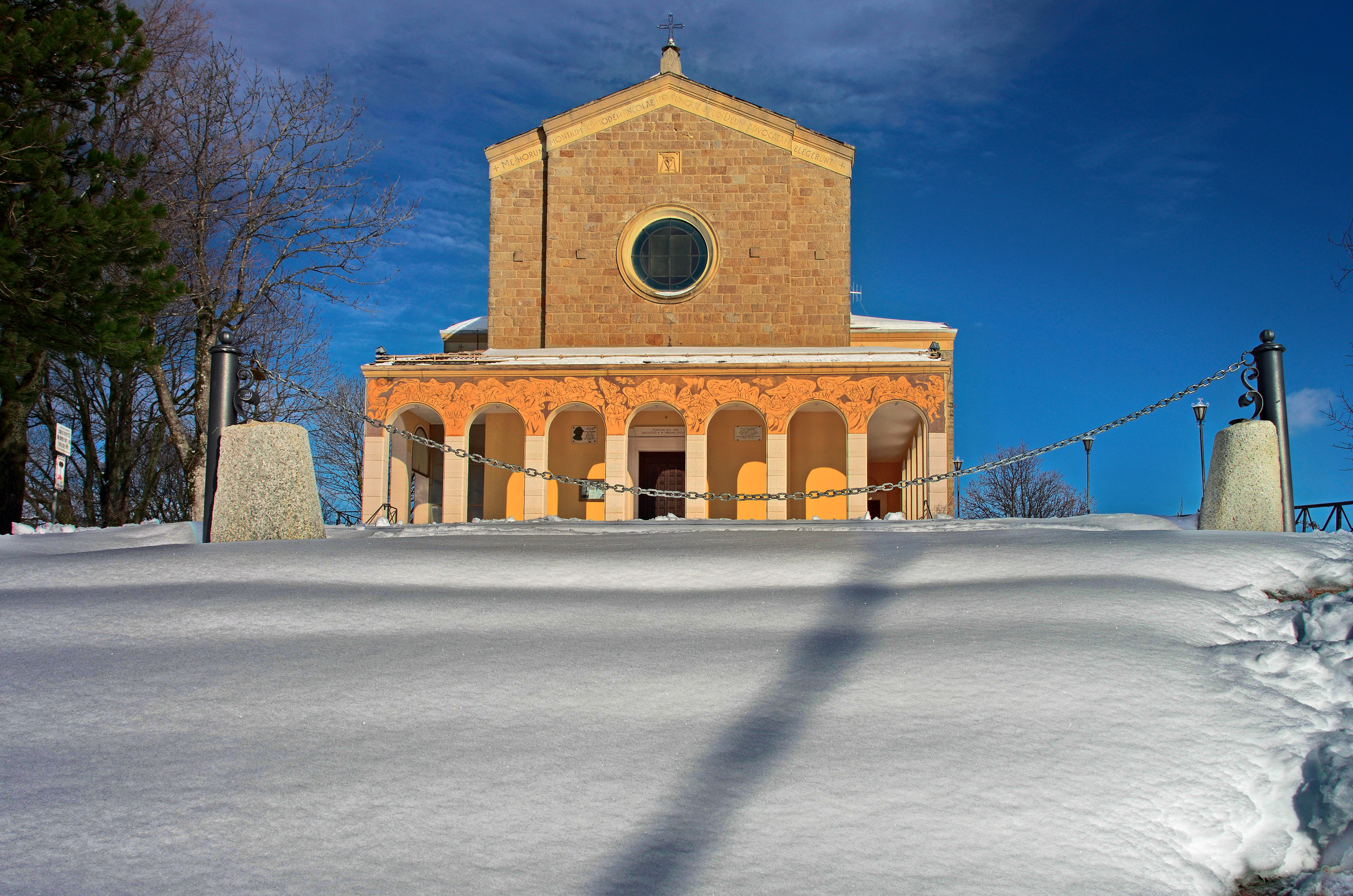
Vista invernale del santuario

Il curioso nome di questo monte è legato a un fenomeno che annualmente si verifica su di esso; intorno all'8 settembre, il giorno della festa della Madonna cui è dedicato un santuario presso la cima della montagna, sciami di formiche alate (Myrmica scabrinodis) raggiungono la vetta e quivi muoiono. L'evento, di cui si ha testimonianza fin da tempi antichissimi, giacché nel Quattrocento la chiesa era denominata Santa Maria Formicarum, ha assunto col tempo una valenza quasi miracolosa, una sorta di omaggio della natura alla Madonna.

Nel Santuario, sotto l'immagine della Vergine, è riprodotto un distico latino che recita: 
L'8 settembre è tradizione che gli insetti vengano benedetti e donati ai fedeli (la credenza popolare vuole che curino alcuni malanni).

### Grotta dell'eremita
Nelle vicinanze era visibile la grotta dove visse un eremita di nome Barberius nel XVI secolo (anche se recentemente compromessa da una frana).

### Albero Monumentale
Nei pressi del santuario si trova anche un faggio monumentale.